# Елодија Лотон
Елодија Лотон Мијатовић (енгл. Elodie Lawton Mijatović; Лондон, 13. децембар 1825 — Лондон, 13. децембар 1908) била је британска публицисткиња и преводилац и супруга српског дипломате и државника Чедомиља Мијатовића.

## Биографија
Елодија Лотон Мијатовић је рођена 13. децембра 1825. године у Лондону. Завршила је студије филозофије.
Лотонова је почетком друге половине 19. века живела у Бостону где је учествовала раду аболиционистичког покрета који се залагао за укидање ропства у САД. У Америци је објавила више књига; песме, романе, приче... По повратку из Америке настанила се у Лајпцигу, где је на једном "соареу" код књижара Брокхаузена упознала Чедомиља. Јављају се Елодија (Енглескиња у Лајпцигу) и Чедомољ (слушатељ комерцијалних наука) 1864. године као претплатници књиге епских песама у оближњем Фрајбергу. За Мијатовића се удала годину дана касније - 1864. када су се венчали у тамошњој руској православној цркви. Супружници су у прво време су живели у Београду, а касније у Лондону.
Чим је научила српски језик кренула је са превођењем. Њена прва књига - превод на српски, под насловом „Нешто о нези болесника" (од Најтингелове) изашла је 1865. године. Бавила се превођењем са енглеског на српски језик (приче Фулертона и Дикенса) и објавила је неколико књига о Србији на енглеском језику. Уз мужа истомишљеника се интензивно бави српском историјом. Помагала је супругу налажењем адекватне литературе на страним језицима по европским библиотекама. Објављивањем књиге о свом трошку The History of Modern Serbia (London: William Tweedie, 1872) Елодија Лотон је постала прва жена која је написала дело о српској историји.Сарађивала је са више британских листова, попут „Тајмса”,  којима шаље дописе. У Србији је добила неколико одликовања. Краљица Наталија јој за друштвени ангажман додељује Златну медаљу, поред Црвеног крста. За књижевни рад краљ Милан Обреновић је одликује официрским Крстом Св. Саве, а краљ Александар Обреновић даје командерским орденом Таковског крста. Турски султан је одликовао супружнике Мијатовиће; њој је припала лента Ордена Шефаката.
Избор преведених српских народних бајки и приповедака објавила је у књизи Српски фолклор (Serbian Folk-lore: Popular Tales , London: W. Isbister & Co, 1874).
Преводила је српске народне епске песме косовског циклуса на енглески језик и покушала је да их уклопи у једну дужу целину:
Kossovo: an Attempt to bring Serbian National Songs, about the Fall of the Serbian Empire at the Battle of Kosovo, into one Poem (London: W. Isbister, 1881).
Основала је Удружење жена Београда и била почасни члан Савеза српских жена.
Од свог мираза купила је кућу са баштом у Београду, кнеза Милоша 3.
Елодија и Чедомиљ напустили су Србију након Мајског преврата, којим је угашена династија Обреновић 1903. године. Преселили су се у Лондон, а Елодија је у овом граду преминула 1908. године.